# Davy Parmentier
Davy Parmentier is creatief directeur van de Belgische televisiezender VTM, de commerciële televisiezender van DPG Media.
Hij studeerde aan de Universiteit Gent en haalde er in 2005 zijn master in de Communicatiewetenschappen. Hij zette zijn eerste professionele stappen bij de VRT, waar hij in 2008 onder meer eindredacteur was van Steracteur Sterartiest. Daarna ging hij aan de slag bij DPG Media waar hij adjunct-programmadirecteur werd en sinds maart 2017 creatief directeur. Hij woont in Gent en heeft een relatie met regisseur Lukas Dhont.
In het najaar van 2019 werd hij ook schermgezicht en presenteerde hij op VTM de talkshow Wat een dag. Het programma kon echter op weinig bijval rekenen en werd al na een seizoen afgevoerd. In 2021 is hij jurylid in de talentenshow Belgium’s Got Talent.

## Televisie
- Sterregem (2024) - als zichzelf
- Eenmaal Andermaal (2023) -  als kandidaat
- The Big Bang (2023) -  als kandidaat samen met Danira Boukhriss
- Make Up Your Mind, presentator (2023)
- Special Forces: Wie durft wint, deelnemer (2023)
- Belgium's Got Talent, jurylid (2021)
- Wat een dag, presentator (2019)